# بارك مي را
بارك مي را (الكورية: 박미라) مواليد 20 أبريل 1987، هي لاعبة كرة يد كورية جنوبية تلعب كحارس مرمى. مثلت منتخب كوريا الجنوبية لكرة اليد للسيدات. شاركت في دورة الألعاب الأولمبية الصيفية سنة 2016.

## سجل المنافسة
شاركت في البطولات التالية:
- الألعاب الأولمبية الصيفية 2016
- بطولة العالم لكرة اليد للسيدات 2013
- بطولة العالم لكرة اليد للسيدات 2015

## روابط خارجية
- بارك مي را على موقع أوليمبيديا (الإنجليزية)